# Abbie Cobb
Abbie Cobb (* 6. Juni 1985 in Papillion, Nebraska) ist eine US-amerikanische Schauspielerin und Autorin. Sie wurde vor allem durch ihre Rollen als Emily Bradford in 90210 und als Kimantha in Suburgatory bekannt.

## Leben und Karriere
Abbie Cobb wurde in Papillion im Osten Nebraskas geboren. Ihr Interesse an der Schauspielerei wurde in der dritten Klasse geweckt, nachdem sie sich Filme von Shirley Temple angeschaut hatte. In der High School sammelte sie daraufhin Schauspielerfahrungen. Später zog sie nach Los Angeles. Dort spielte sie in einigen Bühnenproduktionen mit, darunter Othello, Frühlings Erwachen und Atomic Hero.
2009 erhielt Cobb ihre erste Filmrolle als AJ in dem 2010 erschienenen Film StarStruck – Der Star, der mich liebte von Disney Channel. Des Weiteren hatte sie kleinere Auftritte in Jonas L.A., Medium – Nichts bleibt verborgen, CSI: Miami, Big Time Rush und in American Horror Story. 2011 hatte sie eine wiederkehrende Rolle als Emily Bradford in 90210 inne. Eine weitere wiederkehrende Rolle erhielt sie 2011 in Suburgatory als Kimantha.
2011 veröffentlichte Cobb ihr erstes Buch mit dem Titel Stuck on a Ferris Wheel.

## Filmografie (Auswahl)
- 2009: The Missing Person
- 2010: The Mentalist (Fernsehserie, Folge 2x11)
- 2010: StarStruck – Der Star, der mich liebte (StarStruck)
- 2010: Jonas L.A. (Fernsehserie, Folge 2x10)
- 2010: Medium – Nichts bleibt verborgen (Medium, Fernsehserie, Folge 7x09)
- 2010: CSI: Miami (Fernsehserie, Folge 9x09)
- 2011: Pair of Kings – Die Königsbrüder (Pair of Kings, Fernsehserie, Folge 2x19)
- 2011: Meine Schwester Charlie unterwegs – Der Film (Good Luck Charlie, It’s Christmas!)
- 2011–2012: 90210 (Fernsehserie, 7 Folgen)
- 2011: Big Time Rush (Fernsehserie, Folge 2x25)
- 2011: American Horror Story (Fernsehserie, Folge 1x03)
- 2011–2014: Suburgatory (Fernsehserie, 15 Folgen)
- 2012: Two and a Half Men (Fernsehserie, Folge 9x22)
- 2012: True Blood (Fernsehserie, Folge 5x03)
- 2012: Navy CIS: L.A. (Fernsehserie, Folge 4x03)
- 2012–2013: The Secret Life of the American Teenager (Fernsehserie, 4 Folgen)
- 2013: Bones – Die Knochenjägerin (Bones, Fernsehserie, Folge 8x20)
- 2013: Grey’s Anatomy (Fernsehserie, Folge 9x21)
- 2014: Intelligence (Fernsehserie, Folge 1x05)
- 2014: Mom’s Night Out
- 2014: Criminal Minds (Fernsehserie, Folge 10x06)
- 2015: Young & Hungry (Fernsehserie, Folge 2x07)
- 2015: The Unauthorized Beverly Hills, 90210 Story (Fernsehfilm)
- 2015: Navy CIS: New Orleans (NCIS: New Orleans, Fernsehserie, Folge 2x04)
- 2016: Secrets in the Attic (Fernsehfilm)
- 2018: Navy CIS (Fernsehserie, Folge 16x07)
- 2019: Why Women Kill (Fernsehserie, Folge 1x10)
- 2019: Munchausen by Internet
- 2020: On My Block (Fernsehserie, Folge 3x06)
- 2020: How to Deter a Robber (Fernsehfilm)
- 2021: Them (Fernsehserie, 4 Folgen)
- 2019–2021: George – Ritter wider Willen (Dwight in Shining Armor, Fernsehserie, 6 Folgen)
- 2023: 9-1-1: Notruf L.A. (Fernsehserie, Folge 6x18)
- 2023: A Great Divide
- 2023: Old Dads